# ブラジル系日本人
ブラジル系日本人（ブラジルけいにほんじん）は、両親の一方もしくは両方がブラジル人にルーツを持つ日本人、もしくは、ブラジル国籍で生まれたがその後日本に帰化した人物を指す。明治・大正に、ブラジルに移民として渡っていった日系ブラジル人の末裔が、近年日本に渡ってきた者も数多い。
Jリーグでは、発足後、日系ブラジル人を含む多数のブラジル人を招聘しており、その内の何人かは帰化しJリーグの選手として活躍したり、監督やコーチとして選手の指導にあたり、日本サッカーの実力向上に貢献した。サッカー日本代表に選ばれた者もおり、数々の名シーンを演じてファンを沸かせた。

## 著名なブラジル系日本人一覧
- 魁聖一郎（力士）
- 片山文男（野球選手）
- 兼田カロリナ（モデル）
- 三渡洲アデミール（サッカー選手）
- 三渡洲舞人（サッカー選手）
- 三都主アレサンドロ（サッカー選手）
- JOSI（モデル）
- ジョシュア（モデル）
- 杉山マルコス（バレーボール選手）
- 武田羅梨沙多胡（声優）
- 田中マルクス闘莉王（サッカー選手）
- 玉木重雄（野球選手）
- ダレノガレ明美（ファッションモデル、タレント）
- ノグチピント・エリキソン（サッカー選手）
- 波多野和也（バスケットボール選手）
- 比嘉リカルド（サッカー選手、フットサル選手）
- フリーディア（タレント）
- 本田ルーカス剛史（フィギュアスケート選手）
- 松田マルシオ（フットサル選手）
- 松元ユウイチ（野球選手）
- 吉村大志郎（サッカー選手）
- 与那城ジョージ（サッカー選手）
- ラモス瑠偉（サッカー選手）
- 隆濤剛（力士）
- 呂比須ワグナー（サッカー選手）
- 鈴木ブルーノ（サッカー選手）